# Gizella Tetteh Agbotui
Gizella Tetteh Agbotui é uma arquitecta e política do Gana. Ela concorreu nas eleições gerais do Gana em 2020 e ganhou a cadeira parlamentar pelo círculo eleitoral de Awutu Senya Oriental.

## Vida pessoal
Ela é a irmã de Hannah Tetteh, que serviu como membro do parlamento pelo círculo eleitoral de Awutu Senya Oriental e Ministra das Relações Externas.

## Política
Agbotui é membro do Congresso Nacional Democrata. Em dezembro de 2020, ela foi eleita membro do Parlamento pelo círculo eleitoral de Awutu Senya Oriental depois de concorrer nas eleições gerais do Gana em 2020 sob a lista do Congresso Nacional Democrático e vencer. Ela obteve 32.708 votos, o que representa 51,58% do total de votos expressos. Ela foi eleita em vez de George Andah do Novo Partido Patriótico, Edith Mansah Dzonyrah do Movimento Sindical de Gana e Samuel Yawson do Partido do Povo das Convenções. Estes obtiveram 29.832, 678 e 193 votos, respectivamente, do total de votos válidos expressos. Estes foram equivalentes a 47,05%, 1,07% e 0,30%, respectivamente, do total de votos válidos expressos.